# Milne Land
La isla de Milne o Tierra de Milne (en inglés, Milne Land) es una gran isla ribereña localizada en la costa oriental de  Groenlandia, en el interior del fiordo del Scoresby Sund. Tiene una superficie de  3913 km², que la convierten en la tercera isla mayor de Groenlandia —después de la propia isla principal de Groenlandia y la isla Disko— y en la 140.ª del mundo. La máxima elevación de la isla, aún sin nombre, es de 2200 m.
Tiene 113 km de largo, desde Moraene Pynt, en el suroeste, a Bregnepynt, en el noreste, y hasta 45 km de ancho. Es parte de un archipiélago, que incluye la isla Storø en el suroeste, la isla Ujuaakajiip Nunaa en el sureste y la isla Bjørne Øer en el noreste. La isla está separada: de la península de Renland, en el norte, por øfjord (6 a 10 km de ancho); de la península de Gåseland, en el sur, por Fønfjord (4 a 6 km de ancho); y de la costa continental, en el oeste, por Rødefjord (4 a 14 km de ancho); de la gran península en el este, Tierra de Jameson  se encuentra a más de 40 km a través del Scoresby Sund.

## Población
La Tierra de Milne está deshabitada. El pueblo más cercano es Ittoqqortoormiit, en la Tierra de Jameson.

## Historia
La isla lleva el nombre almirante británico David Milne (1763-18459, y fue nombrada por el explorador británico William Scoresby que, durante un viaje en 1822, observó y cartografió con notable precisión de 400 millas de la costa oriental de Groenlandia.
- Datos: Q963317
- Multimedia: Milne Land / Q963317